# Штреккер, Адольф Фридрих Людвиг
Адольф Фридрих Людвиг Штреккер (нем. Adolph Friedrich Ludwig Strecker; 21 октября 1822 года, Дармштадт — 7 ноября 1871 года, Вюрцбург) — немецкий химик-органик.

## Биография
Адольф Фридрих Людвиг Штреккер окончил Гиссенский университет (1842); работал учителем в гимназии Дармштадта. С 1846 года — ассистент Ю. Либиха в Гиссенском университете, где защитил докторскую диссертацию (1848). С 1851 года — профессор университета в Кристиании (ныне Осло), с 1860 года — Тюбингенского, с 1871 года — Вюрцбургского университета.

## Научная работа
Большинство работ посвящены синтезу и исследованию природных органических соединений. Выделил (1848) из жёлчи таурохолевую кислоту и таурин. Предложил (1850) способ получения α-аминокислот из альдегидов, синильной кислоты и аммиака (реакция Штреккера), получил молочную кислоту из аланина и гликолевую кислоту из гликоколя и показал, что при действии азотистой кислоты на аминокислоты образуются оксикислоты. Получил амидины (1857) нагреванием амидов в токе хлороводорода и гуанидин (1861) действием бертолетовой соли и соляной кислоты на гуанин. Разработал (1868) метод получения алкансульфокислот алкилированием сульфитов алкилгалогенидами (Штреккеровское алкилироване сульфитов).
В 1859 году опубликовал работу «Теория и практика определения атомных весов», в которой детально разработал дифференциальную систему химических элементов, описывающую закономерности в изменении их атомных масс. Идею дифференциальной систематизации, основанную на наличии у химических элементов соотношений, подобных тем, что обнаруживаются в гомологических рядах органических соединений, предложили М. Петтенкофер (1850) и Ж. Б. Дюма (1851). Отмеченные Штреккером закономерности в изменении атомных масс стали важной предпосылкой для создания периодической системы химических элементов.
Автор неоднократно переиздававшихся учебников «Kurzes Lehrbuch der Chemie» (1851) и «Kurzes Lehrbuch der Organischen Chemie» (1853).